# Trichospermum discolor
Trichospermum discolor är en malvaväxtart som beskrevs av Elmer.. Trichospermum discolor ingår i släktet Trichospermum och familjen malvaväxter. Inga underarter finns listade i Catalogue of Life.